# テレ朝チャンネルニュース
テレ朝チャンネルニュース（テレあさ・チャンネルニュース）は、CS衛星放送のテレ朝チャンネルが平日随時放送していたスポットニュース番組である。

## 概要
- この番組は元々テレビ朝日と朝日新聞が運営するCS衛星放送「朝日ニュースター」で2003年から2007年3月まで放送されていた『ANN NEWS～六本木発』がベースとされている。朝日ニュースターの編成方針の変更から2007年3月で同番組が終了（朝日ニュースター独自でスポットニュース(朝日新聞NEWS)が放送されている）したのに伴って、チャンネルを移管した形で同年6月より平日の8時、13時、17時、20時の各時間帯55分から5分間放送された。
- 土曜・日曜・年末年始と、開始当初のごく初期は平日が祝日と重複する場合休止とされていたが、晩期は平日が祝日となる場合でも放送されていた。
- 基本的にはテレビ朝日65スタジオ（BS朝日で放送される『News Access』と共用）からその時間までの主なニュースをANN各局の協力を得て紹介。担当アナウンサーもテレ朝のアナウンサーが持ちまわりで出演している。
- 朝日ニュースターがテレビ朝日直営に移行するためのCS放送の整理の都合上、2012年3月30日をもって放送終了、同年4月からは朝日ニュースターにてBS朝日の『News Access』が放送されている。なお朝日ニュースターは2013年4月1日に「テレ朝チャンネル2」に統合されたため、実質的に「テレ朝チャンネル」の番組としてのスポットニュースは復活している。